# Кальдерарии
Кальдерарии (итал. Calderari) или «медники» — тайное политическое общество в Неаполе, возникшее в виде противовеса другому тайному обществу — карбонариев — как ультрароялистское общество, действовавшее в пользу абсолютной монархии и католической веры. 
Название свое кальдерарии получили от слова «caldaia» — «медный котел», который и служил эмблемой этого общества; смысл эмблемы был тот, что, будучи поставлены над карбонариями, они так же уничтожат их, как уничтожается уголь под котлом. 
Общество кальдерариев возникло в эпоху правления Жозефа Бонапарте и Мюрата и состояло из преступников, бежавших из тюрем в 1799 г., из каторжников, расстриженных священников и монахов, сыщиков и других подонков общества, занимавшихся грабежом и разбоем. Организованные наподобие санфедистов, кальдерарии действовали в согласии с ними. 
В 1816 г. во главе кальдерариев стал министр полиции, князь Каноса, который раздал им оружие и поручил себе начальствование отрядами, с тем чтобы в назначенный день начать избиение либералов. Раньше, однако, чем дан был сигнал к подготовленной уже резне, насилия, убийства и угрозы со стороны кальдерариев обратили на себя внимание властей, не посвященных в тайну. Эмиссары, разосланные Каносой по провинциям, были арестованы местными властями, данные им инструкции были перехвачены, и в результате публика с изумлением узнала, что виновником заговора был не кто иной, как сам министр полиции. По настоянию посланников иностранных держав король Фердинанд I принужден был дать отставку Каносе. 
Кальдерарии продолжали свои злодеяния и слились впоследствии с другим тайным обществом в Неаполе, каморрой.